# 안티 헤를린
안티 헤를린(Antti Herlin, 1956년 11월 14일~) 은 핀란드의 억만장자 사업가이자 핀란드 코네엘리베이터의 회장이며, 핀란드에서 가장 부유한 사람이다. 그를 세계에서 404번째로 부유한 사람으로 지명했다. 그는 핀란드 산업 연합(Elinkeinoelämän Keskusliitto EK)의 전 회장이기도 하다.
그는 KONE의 전 회장인 페카 헤를린 의 아들이다.
그는 키르코눔미에서 Hereford 와 Aberdeen Angus 육우를 기르는 농장을 소유하고 있다.
여담으로 일각에서는 그 및 KONE OYJ의 비즈니스 모델이 너무 지나치게 이기적이라고(EX. 낮은 부품 호환성, 동급 대비 낮은 신뢰성, 늦은 AS 출동 및 조악한 조치 등을 포함한 낮은 서비스 품질) 음모론을 제기하는 사람들이 많다.

또한 그의 친척으로는 Ilkka Herlin 카고텍 회장 및 Anna Herlin 등이 있다.